# Tango straconych
Tango straconych – singiel zespołu Ich Troje wydany w 2002 roku, pochodzący z piątego albumu studyjnego zatytułowanego Po piąte... a niech gadają. Jest pierwszym promującym to wydawnictwo. Piosenka przebywała pięć tygodni na notowaniu Wietrznego Radia i zajęła 6 miejsce w trzecim, piątym i szóstym notowaniu. Na Szczecińskiej Liście Przebojów utwór nie odniósł sukcesu. Dotarł jedynie do 65 pozycji.
Klip wyreżyserował Michał Bryś współpracujący już wcześniej z zespołem. Michał Wiśniewski otrzymał za niego nagrodę na festiwalu Yach Film Festiwal 2002. Tekst piosenki dotyczy ojca piosenkarza który popełnił samobójstwo gdy ten miał 14 lat.

## Lista utworów zamieszczonych na singlu
1. "Tango Straconych (Wersja Radiowa)" - 3:45
2. "Tango Straconych (Wersja Płytowa)" - 4:32

## Notowania utworu
| Lista                       | Pozycja |
| --------------------------- | ------- |
| Wietrzne Radio              | 6       |
| Szczecińska Lista Przebojów | 65      |